# Championnat DTM 2010
Navigation
Édition précédente Édition suivante
Le championnat DTM 2010 se déroule du 25 avril au 28 novembre 2010, sur un total de 11 courses. 

## Engagés
| Constructeur  | Modèle                     | Écurie             | No. | Pilotes           |
| ------------- | -------------------------- | ------------------ | --- | ----------------- |
| Audi          | Audi A4 DTM 2009           | Abt Sportsline     | 1   | Timo Scheider     |
| Audi          | Audi A4 DTM 2009           | Abt Sportsline     | 2   | Oliver Jarvis     |
| Audi          | Audi A4 DTM 2009           | Abt Sportsline     | 5   | Mattias Ekström   |
| Audi          | Audi A4 DTM 2009           | Abt Sportsline     | 6   | Martin Tomczyk    |
| Audi          | Audi A4 DTM 2008           | Abt Sportsline     | 18  | Miguel Molina     |
| Audi          | Audi A4 DTM 2008           | Team Phoenix       | 9   | Alexandre Prémat  |
| Audi          | Audi A4 DTM 2008           | Team Phoenix       | 10  | Mike Rockenfeller |
| Audi          | Audi A4 DTM 2008           | Team Rosberg       | 14  | Markus Winkelhock |
| Audi          | Audi A4 DTM 2009           | Team Rosberg       | 15  | Katherine Legge   |
| Mercedes-Benz | AMG-Mercedes C-Klasse 2009 | HWA Team           | 3   | Gary Paffett      |
| Mercedes-Benz | AMG-Mercedes C-Klasse 2009 | HWA Team           | 4   | Bruno Spengler    |
| Mercedes-Benz | AMG-Mercedes C-Klasse 2009 | HWA Team           | 7   | Paul di Resta     |
| Mercedes-Benz | AMG-Mercedes C-Klasse 2009 | HWA Team           | 8   | Ralf Schumacher   |
| Mercedes-Benz | AMG-Mercedes C-Klasse 2008 | Persson Motorsport | 11  | Jamie Green       |
| Mercedes-Benz | AMG-Mercedes C-Klasse 2008 | Persson Motorsport | 12  | Susie Stoddart    |
| Mercedes-Benz | AMG-Mercedes C-Klasse 2008 | Persson Motorsport | 21  | Cheng Cong Fu     |
| Mercedes-Benz | AMG-Mercedes C-Klasse 2008 | Mücke Motorsport   | 16  | Maro Engel        |
| Mercedes-Benz | AMG-Mercedes C-Klasse 2008 | Mücke Motorsport   | 17  | David Coulthard   |

## Calendrier
| Épreuve | Circuit      | Date         | Pole Position   | Meilleur tour     | Vainqueur pilote | Vainqueur écurie   |
| ------- | ------------ | ------------ | --------------- | ----------------- | ---------------- | ------------------ |
| 1       | Hockenheim   | 25 avril     | Gary Paffett    | Bruno Spengler    | Gary Paffett     | HWA Team           |
| 2       | Valencia     | 23 mai       | Mattias Ekström | Mattias Ekström   | Mattias Ekström  | Abt Sportsline     |
| 3       | Lausitzring  | 6 juin       | Paul di Resta   | Mike Rockenfeller | Bruno Spengler   | HWA Team           |
| 4       | Norisring    | 4 juillet    | Ralf Schumacher | Ralf Schumacher   | Jamie Green      | Persson Motorsport |
| 5       | Nürburgring  | 8 août       | Mattias Ekström | Bruno Spengler    | Bruno Spengler   | HWA Team           |
| 6       | Zandvoort    | 22 août      | Timo Scheider   | Timo Scheider     | Gary Paffett     | HWA Team           |
| 7       | Brands Hatch | 5 septembre  | Paul di Resta   | Miguel Molina     | Paul di Resta    | HWA Team           |
| 8       | Oschersleben | 19 septembre | Paul di Resta   | Timo Scheider     | Paul di Resta    | HWA Team           |
| 9       | Hockenheim   | 17 octobre   | Timo Scheider   | Paul di Resta     | Paul di Resta    | HWA Team           |
| 10      | Adria        | 31 octobre   | Gary Paffett    | Mattias Ekström   | Timo Scheider    | Abt Sportsline     |
| 11      | Shanghai     | 28 novembre  | Paul di Resta   | David Coulthard   | Gary Paffett     | HWA Team           |

## Classement des pilotes
| Position | Pilote            | Voiture         | Points |
| -------- | ----------------- | --------------- | ------ |
| 1        | Paul di Resta     | Mercedes (2009) | 71     |
| 2        | Gary Paffett      | Mercedes (2009) | 67     |
| 3        | Bruno Spengler    | Mercedes (2009) | 66     |
| 4        | Timo Scheider     | Audi (2009)     | 53     |
| 5        | Mattias Ekström   | Audi (2009)     | 35     |
| 6        | Jamie Green       | Mercedes (2008) | 32     |
| 7        | Mike Rockenfeller | Audi (2008)     | 22     |
| 8        | Martin Tomczyk    | Audi (2009)     | 20     |
| 9        | Oliver Jarvis     | Audi (2009)     | 18     |
| 10       | Miguel Molina     | Audi (2008)     | 15     |
| 11       | Alexandre Prémat  | Audi (2008)     | 12     |
| 12       | Markus Winkelhock | Audi (2008)     | 7      |
| 13       | Susie Stoddart    | Mercedes (2008) | 4      |
| 14       | Ralf Schumacher   | Mercedes (2009) | 3      |
| 15       | Maro Engel        | Mercedes (2008) | 3      |
| 16       | David Coulthard   | Mercedes (2008) | 1      |